# Fort Pienc

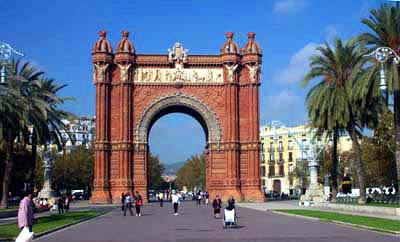
Fotografia do Arco do Triunfo de Barcelona.

Fort Pienc é um dos seis bairros do distrito de l'Eixample de Barcelona.